# Saneante domissanitário

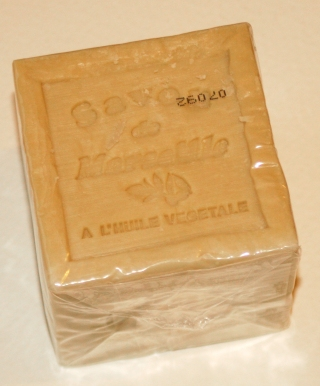
Sabão de Marselha, exemplo de domissanitário

Entende-se por saneante domissanitário as substâncias destinadas à higienização, desinfecção domiciliar, em ambientes coletivos ou públicos, em lugares de uso comum e no tratamento de água. Muitos exemplos podem ser listados tais como: os desinfetantes, os repelentes, os sabões e detergentes, os raticidas e os agentes de limpeza em geral. Além disso, esses produtos podem ser usados em ambientes cuja higienização é primordial, como os centros cirúrgicos.